# Пантюшин, Василий Сергеевич
Василий Сергеевич Пантюшин (1906—1977) — профессор, заслуженный деятель науки и техники РСФСР. Основал кафедру общей электротехники МЭИ. Был её заведующим в период с 1951 по 1970 год.

## Биография
Василий Пантюшин родился 3 мая (20 апреля) 1906 года в деревне Прохоровка Тульской губернии. 
Получил образование в церковно-приходской школе. В 1920 году начал рабочую деятельность на деревообделочной фабрике. После этого поступил на рабочий факультет. После его окончания, стал студентом электромеханического факультета МВТУ. В 1931 году выпустился из МЭИ — в этот институт перешел учиться в результате реорганизации вузов. Василий Сергеевич Пантюшин остался в аспирантуре на кафедре теоретических основ электротехники под руководством профессора Карла Адольфовича Круга. Тогда быть аспирантами этого профессора стремились многие выпускники и конкуренция была большой.
Василий Пантюшин успешно закончил обучение в аспирантуре и стал заместителем Карла Адольфовича Круга. Со временем стал профессором кафедры электрического приборостроения.
В 1951 году Василий Сергеевич Пантюшин инициировал создание кафедры общей электротехники в МЭИ. Он же стал её первым заведующим, и занимал этот пост на протяжении 20 лет. Среди его студентов был Я. А. Шнейберг, который посещал лекции преподавателя на втором курсе электромеханического факультета, а также профессор В. Г. Герасимов, который был одним из любимых учеников Василия Сергеевича Пантюшина. В числе учеников — Анвельт Мойя Юрьевич.
В послевоенное время Василий Пантюшин занимал должность начальника учебного управления, позже стал заместителем директора МЭИ по учебной работе. В середине 1960 годов Василий Пантюшин руководил созданием первой в МЭИ большой лекционной аудитории, которая была оборудована самыми новыми техническими средствами обучения той эпохи. Среди этих предметов было и телевизионное оборудование, при помощи которого можно было показывать учебные телефильмы. Сейчас эта аудитория в МЭИ — В-308.
Василий Пантюшин организовал Научно-методический совет по электротехнике Минвуза СССР. В этот совет входило около 70 человек заведующих кафедрами электротехники вузов. Заседания проходили ежегодно в Волгограде, Москве, Красноярске, Ленинграде.
Василий Сергеевич Пантюшин — обладатель почётного звания «Заслуженного деятеля науки и техники РСФСР».
Награждён орденами Трудового Красного Знамени и «Знак Почёта», медалями и грамотой Президиума Верховного Совета РСФСР.
Умер Василий Пантюшин в 1977 году.